# Jubileo de los Jóvenes de 2025
El Jubileo de los jóvenes se celebró del 28 de julio al 3 de agosto de 2025 en Roma. El evento se llevó a cabo durante el Año Santo del 2025
El Jubileo de los Jóvenes se enmarca dentro del calendario de celebraciones del Año Santo 2025, convocado por el Papa Francisco y llevado a cabo por el Papa León XIV. Siguiendo la tradición de promover encuentros internacionales de jóvenes en Roma durante los Años Santos, el evento retoma el espíritu de las Jornadas Mundiales de la Juventud impulsadas por San Juan Pablo II.

## Organización y participación
El Jubileo de los Jóvenes fue organizado por el Dicasterio para los Laicos, la Familia y la Vida, en estrecha colaboración con la Diócesis de Roma, el Vicariato de Roma, y con el apoyo logístico de miles de voluntarios provenientes tanto de Italia como del extranjero. El evento formó parte del calendario oficial de celebraciones del Año Santo 2025, coordinado por el Consejo Pontificio para la Promoción de la Nueva Evangelización, ente responsable del Jubileo a nivel general.
Según cifras oficiales, participaron más de 1,000,000 jóvenes procedentes de al menos 146 países, muchos de los cuales llegaron a Roma en peregrinaciones organizadas por diócesis, congregaciones religiosas, universidades católicas y movimientos eclesiales. Algunas delegaciones realizaron tramos a pie hasta Roma como signo penitencial y espiritual.
Entre los grupos presentes destacaron movimientos como el Camino Neocatecumenal, Comunión y Liberación, Juventud Franciscana, Scouts católicos, Focolares, Renovación Carismática, Obra de María y numerosos institutos religiosos juveniles, como los Salesianos, Dominicos, Jesuitas y Hermanos de La Salle.
El alojamiento de los participantes fue provisto por parroquias, colegios católicos y familias voluntarias de Roma, además de espacios habilitados temporalmente como gimnasios y centros culturales. La organización proporcionó transporte especial para facilitar el acceso a las zonas de mayor afluencia, en coordinación con las autoridades civiles y la policía italiana.
La logística incluyó zonas de bienvenida, estaciones de primeros auxilios, puntos de información multilingüe y espacios para la celebración del sacramento de la reconciliación en múltiples idiomas. También se habilitaron centros de adoración eucarística permanente durante los días del encuentro.